# جوائز "غرامي" السنوية ال 62
أقيم حفل توزيع جوائز «غرامي» السنوية الـ 62 في 26 يناير 2020، في مركز ستيبلز سينتر في لوس أنجلوس. يعتبر الحفل حدث مهماً حيث يتم به تقدير أفضل التسجيلات والتأليفات الغنائية والفنانين للفترة السنوية الممتدة من 1 أكتوبر 2018 إلى 31 أغسطس 2019.  وللمرة الثانية قامت أليسيا كيز بتقديم الحفل، بعد أن استضافت حفل العام السابق كذلك.
حصلة لايزو على معظم الترشيحات أي فنان بثمانية أصوات، يليها كل من بيلي إيليش وليل ناز إكس بستة أصوات لكل منهما. كما حصلت إيليش وشقيقها فينياس على أكبر عدد من الجوائز، حيث فاز كل منهما بخمس جوائز. على هذا، أصبحت إيليش أول فنانة تفوز بأربع فئات رئيسية من سجل العام، وألبوم العام، وأغنية العام، وأفضل فنان جديد في نفس العام منذ كريستوفر كروس في عام 1981.
قبل عشرة أيام من الحفل، تم إعفاء رئيسة أكاديمية التسجيل ديبورا دوغان من مهامها كرئيس ومدير تنفيذي وتم وضعها في إجازة إدارية من المنظمة. أثار دوغان جدلاً من خلال الادعاء بأن أكاديمية التسجيل تشارك في الفساد والمحسوبية. أقيم الحفل في نفس اليوم الذي توفي فيه لاعب كرة السلة كوبي براينت، الذي اهداه كل من أليسيا كيز وفرقة «بويز تو من» أداء أغنية «من الصعب جدًا أن نقول وداعًا للأمس» في ذاكرته.

## الخلفية والجدل

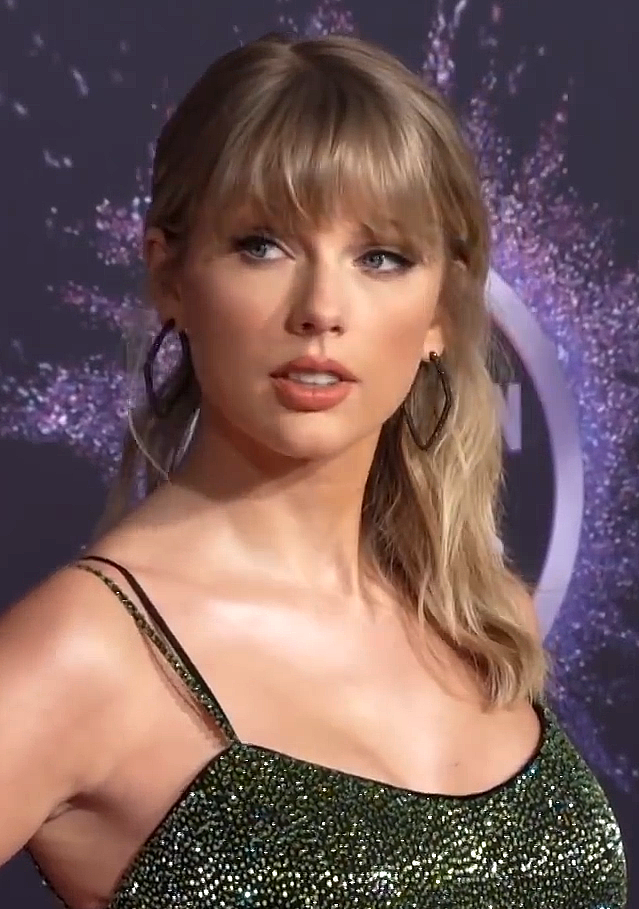
ألغت المغنية وكاتبة الأغاني تايلور سويفت (في الصورة) أدائها في الحفل بعد إقالة رئيسة أكاديمية التسجيل ديبورا دوغان.

بعد سنوات عديدة من عقدها تقليديا في فبراير (باستثناء سنوات الألعاب الأولمبية الشتوية)، تم نقل حفل توزيع جوائز «غرامي» 62 إلى شهر يناير قبل أسبوع، بعد قرار جوائز الأوسكار بنقل حفل 2020 إلى يوم الأحد الثاني من شهر فبراير.   تم الإعلان عن الترشيحات في جميع الفئات الـ 84 من قبل جايل كينج وأليشيا كيز وبيبي ريكشا على مجموعة "سي بي اس" هذا الصباح في 20 نوفمبر 2019.